# 贵港站
贵港站，位于中华人民共和国广西壮族自治区贵港市港北区贵城街道江北东路518号，是南广铁路、黎湛铁路上的火车站，建于1956年，由南宁局集团管辖。。

## 歷史
- 建于1956年。

## 图集

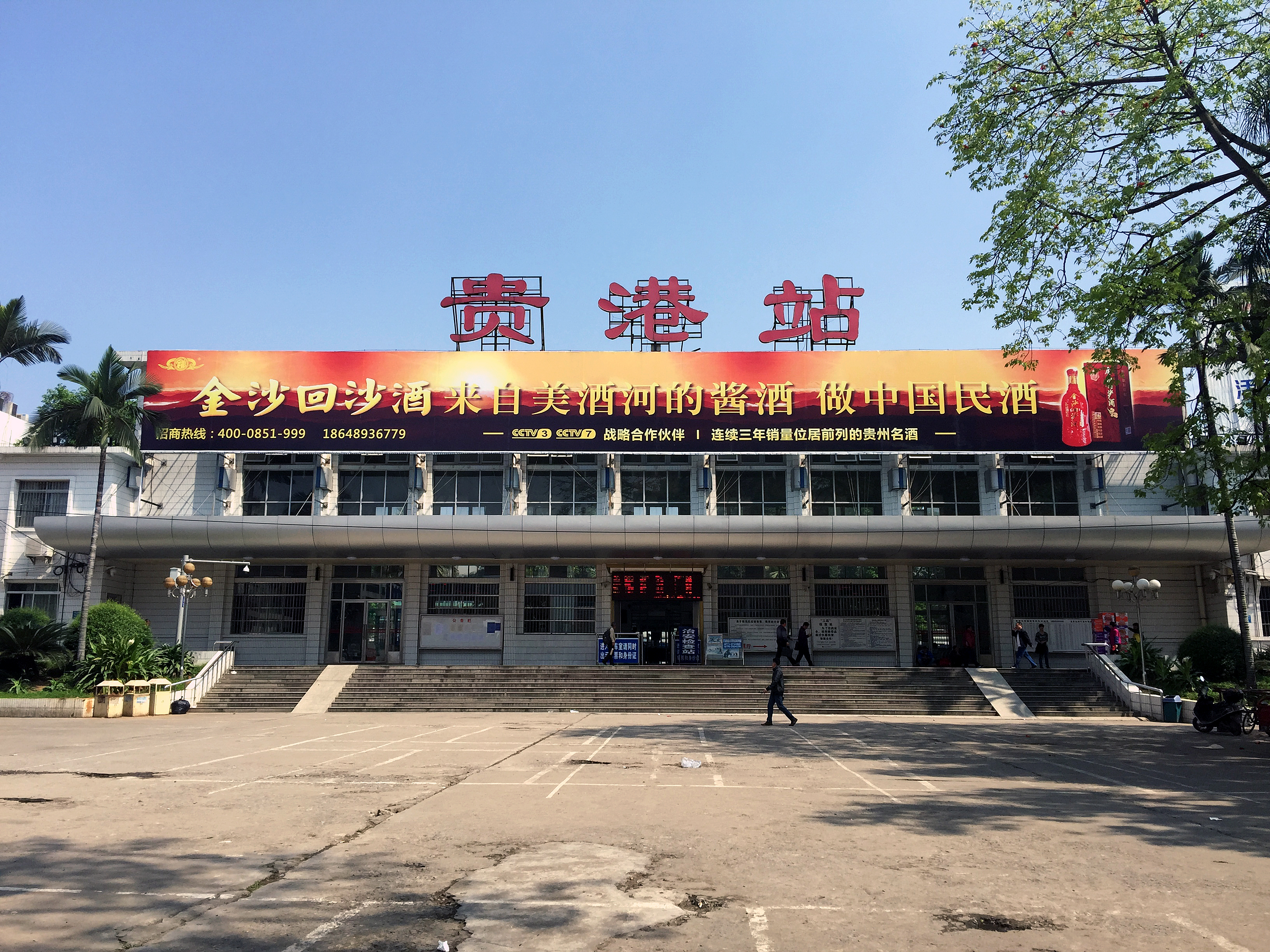
黎湛场站房
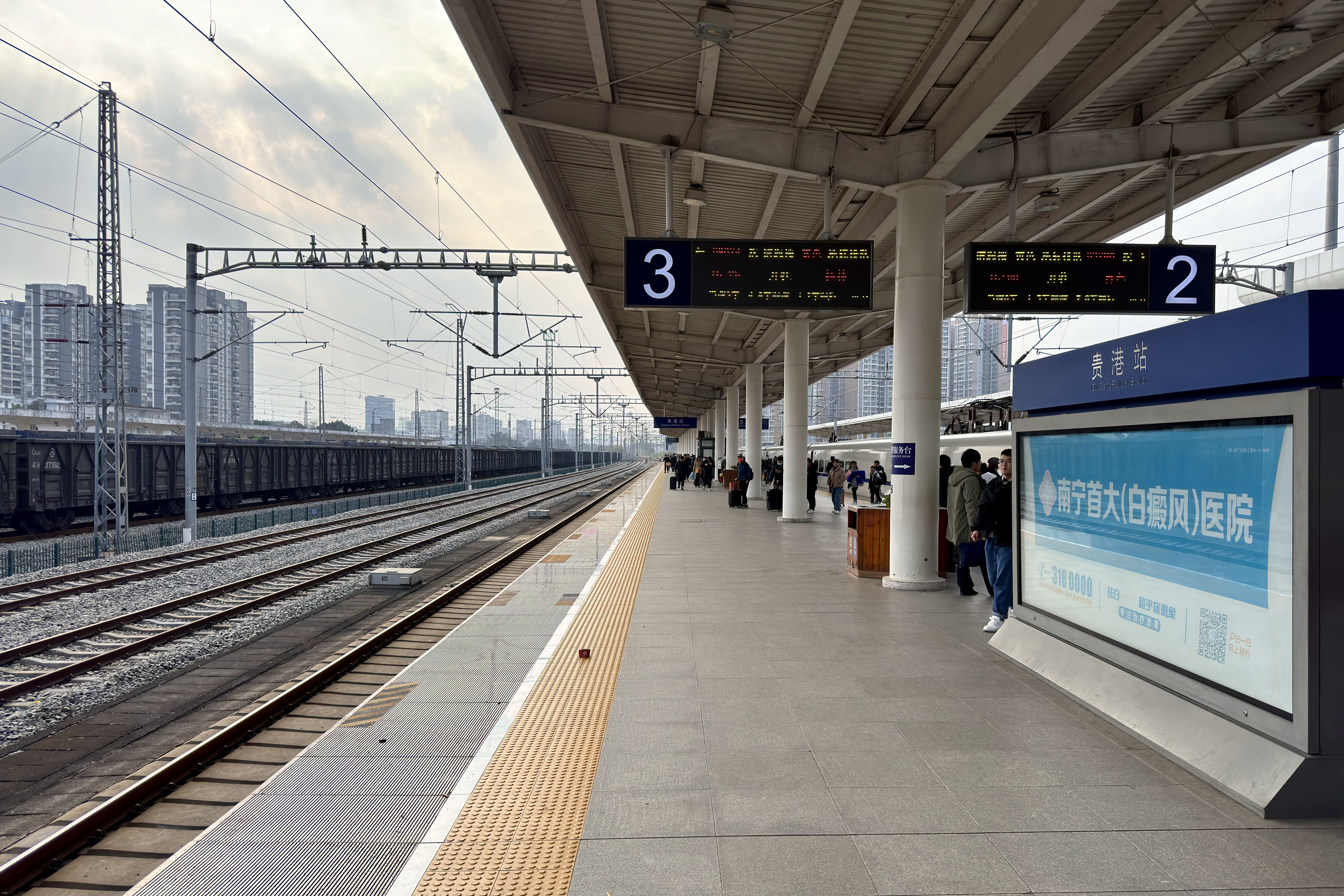
南广场3站台

## 車站周邊
- 港城镇初级中学
- 贵港市高级中学
- 贵港市气象局
- 贵港公路管理局
- 圣湖中学
- 贵港五洲医院
- 贵港明珠酒店
- 中国邮政储蓄银行金港大道高铁广场营业所
- 精途酒店贵港高铁站店
- 贵港国际大酒店
- 贵港天成商务酒店
- 中国电信宏桂广场营业厅
- 贵港皇冠假日国际酒店新世纪广场店
- 贵港三月花酒店

## 外部連結
- 维基共享资源上的相關多媒體資源：贵港站